# Distretto di Chawang
Il distretto di Chawang (in thailandese: ฉวาง) è un distretto (amphoe) della Thailandia, situato nella provincia di Nakhon Si Thammarat.
| Controllo di autorità | VIAF (EN) 132663389 · LCCN (EN) n91073506 · J9U (EN, HE) 987007565220905171 |